# Karl Kaufmann (Admiral)
Karl Kaufmann (* 24. August 1893 in Kaub; † 1975) war ein deutscher Vizeadmiral (Ing.) der Kriegsmarine.

## Leben
Karl Kaufmann trat im Oktober 1911 in die Kaiserliche Marine ein. Später war er bis März 1915 auf der Nassau und dann bis September des gleichen Jahres an der Ingenieur- und Deckoffizierschule. Bis April 1916 kam er wieder auf die Nassau. Nachdem er bis August 1916 zur Ausbildung an der U-Bootsschule war, kam er bis Mai 1918 als Leitender Ingenieur auf UB 43 und UC 20 zum Einsatz. Für drei Monate wurde er in den Stab des Führers der Unterseeboote im Mittelmeer kommandiert, bevor er bis Kriegsende wieder als Leitender Ingenieur nun auf der U 63 diente. Zum 18. Juli 1918 war er zum Marine-Ingenieur im Range eines Leutnants zur See ernannt worden.
Nach dem Krieg wurde er in die Reichsmarine übernommen und hier am 1. April 1921 Oberleutnant zur See (Ing.). Es folgte am 1. Oktober 1923 seine Beförderung zum Kapitänleutnant (Ing.) und am 1. Oktober 1930 die zum Korvettenkapitän (Ing.). 1931 war er als Leitender Ingenieur auf der Emden.
Von September 1936 bis November 1939 war er als Fregattenkapitän (Beförderung am 1. April 1935) Chef der II. Abteilung (MPA II) des Marinepersonalamtes im Reichskriegsministerium. Ende November 1939 – nach dem Überfall auf Polen – übernahm er als Konteradmiral (Ing.) bis Ende August 1942 das Kommando über die Marineschule Wesermünde. Anschließend war er bis März 1945 Kommandeur der Technischen Marineschule in Kiel und wurde noch als Kommandeur des Kriegsmarinearsenals Kiel am 1. April 1945 zum Vizeadmiral (Ing.) befördert.